# Bâtiment situé 21 rue Žarka Zrenjanina à Vršac
Le bâtiment situé 21 rue Žarka Zrenjanina à Vršac (en serbe cyrillique : Зграда у ул. Жарка Зрењанина бр. 21 у Вршцу ; en serbe latin : Zgrada u ul. Žarka Zrenjanina br. 21 u Vršcu) se trouve à Vršac et dans le district du Banat méridional, en Serbie. Il est inscrit sur la liste des monuments culturels de grande importance de la république de Serbie (identifiant no SK 1444).

## Présentation
Le bâtiment a été construit vers 1870 pour le marchand Frisch de Vršac comme un immeuble résidentiel constitué d'un simple rez-de-chaussée, dont le plan épouse la lettre Alphabet cyrillique « Г ». Il est édifié dans des matériaux solides, plâtré et peint, avec un toit à tuiles plates. Il a acquis son aspect actuel « Art nouveau » au début du XXe siècle.
La façade sur rue est divisée en sept parties grâce à des pilastres peu profonds ; toutes les ouvertures sont rectangulaires et surmontées de décorations de style Sécession géométriques dans la partie supérieure. Des motifs floraux complètent l'ornementation de l'ensemble. La cour abrite une tour dotée d'un rez-de-chaussée et d'un étage en bois ; elle est couronnée d'un toit en tôle.
L'intérieur du bâtiment est également caractéristique du style Art nouveau, notamment dans le traitement du gypse et de la menuiserie.
Des travaux de restauration ont été réalisés sur l'édifice en 2005.